# Ковтач оливковий
Ковтач оливковий (Melignomon zenkeri) — вид дятлоподібних птахів родини воскоїдових (Indicatoridae).

## Назва
Вид Melignomon zenkeri названо на честь німецького ботаніка Георга Августа Ценкера.

## Поширення
Вид поширений у Центральній Африці від Камеруну до Уганди.